# Nabinaud
Nabinaud ist eine französische Gemeinde mit 99 Einwohnern (Stand: 1. Januar 2022) im Département Charente in der Region Nouvelle-Aquitaine. Die Gemeinde gehört zum Arrondissement Angoulême, zum Kanton Tude-et-Lavalette und zum 2017 gegründeten Gemeindeverband Lavalette Tude Dronne. Die Einwohner werden Nabinaldiens genannt.

## Geografie
Nabinaud liegt im Süden der historischen Provinz Angoumois, etwa 38 Kilometer südlich von Angoulême. Die Dronne begrenzt die Gemeinde im Südosten. Umgeben wird Nabinaud von den Nachbargemeinden Pillac im Norden und Nordwesten, Saint-Séverin im Osten und Nordosten, Petit-Bersac im Süden und Osten sowie Laprade im Süden und Westen.

## Bevölkerungsentwicklung
| Jahr                      | 1962 | 1968 | 1975 | 1982 | 1990 | 1999 | 2006 | 2013 |
| Einwohner                 | 119  | 104  | 92   | 87   | 90   | 89   | 77   | 94   |
| Quelle: Cassini und INSEE |      |      |      |      |      |      |      |      |

## Sehenswürdigkeiten
- Kirche Saint-Pierre aus dem 12. Jahrhundert, Monument historique seit 1944

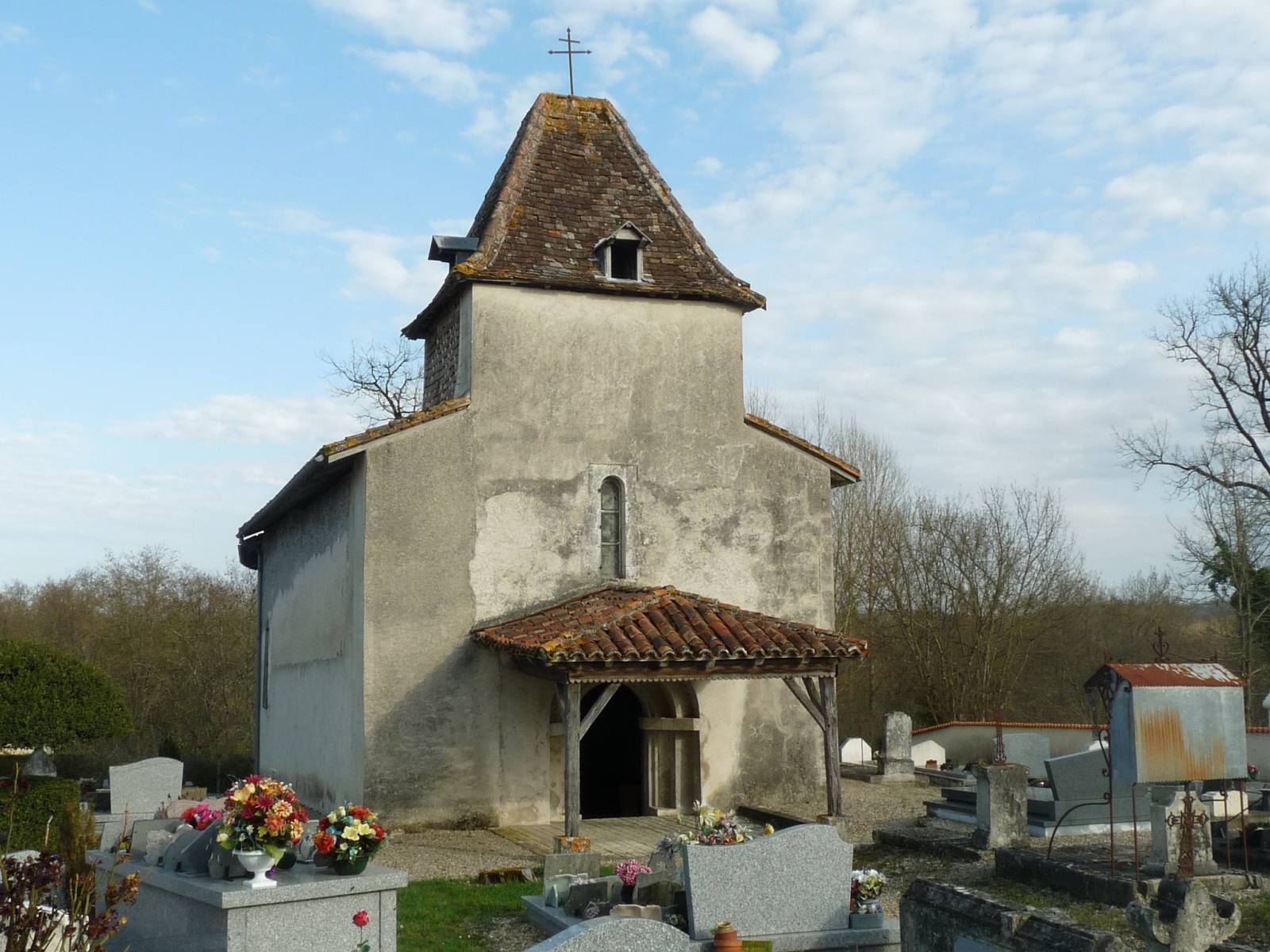
Kirche Saint-Pierre